# Festival d'Athènes-Épidaure
Le festival d'Athènes-Épidaure, en grec moderne : Φεστιβάλ Αθηνών-Επιδαύρου, nom officiel festival grec (Ελληνικό Φεστιβάλ / Ellinikó festivál) est une évolution du festival d'Athènes , qui a débuté en 1955, à la suite des actions du ministre de la présidence de l'époque, Geórgios Rállis (gouvernement d'Aléxandros Papágos). Il a lieu chaque année à Athènes, en Grèce et à Épidaure dans le Péloponnèse, principalement dans les théâtres de l'odéon d'Hérode Atticus, du Lycabette et le théâtre antique d'Épidaure. Ses événements comprennent des représentations théâtrales, des concerts, des productions de comédie ancienne et de tragédie, des expositions d'art. Il a un fort caractère international et se tient généralement pendant les mois d'été jusqu'au début du mois de septembre. Le festival est une institution importante qui contribue à la promotion de la culture grecque et renforce la relation dans la création artistique.

## Histoire
Dans le cadre de la politique culturelle et touristique du gouvernement Papagos (1955), le ministre de la Présidence de l'époque, puis Premier ministre, Geórgios Rállis, entreprend d'organiser une série d'événements, invitant en Grèce d'importantes personnalités de l'art. L'idée de Geórgios Rállis, à l'origine, est d'organiser un festival à l'odéon d'Hérode Atticus, à l'image de la Semaine du Drame Ancien qui existe depuis 1936, mais avec une orientation musicale. Son premier directeur artistique est Dínos Giannópoulos (el), directeur du Metropolitan Opera de New York, qui organise le festival en toute liberté. Lors du premier festival, d'une durée de quarante jours, les performances d'Aléxis Minotís, Katína Paxinoú et le concert de l'Orchestre philharmonique de New York, sous la direction de Dimitri Mitropoulos, se démarquent. À partir de février 1956, Konstantínos Tsátsos prend la relève en tant que Premier ministre, liant son nom au festival, jusqu'aux élections de 1961.
Geórgios Rállis déclare, le 24 août 1955, lors de l'ouverture du festival : 

« Le festival d'Athènes, qui est inauguré aujourd'hui avec les présages les plus brillants et qui a suscité l'intérêt du public grec et international, est le plus grand effort artistique et touristique jamais observé dans notre pays. »

## Organisation
La responsabilité de la conduite conduite du festival incombe à la SA Hellenic Festival qui dépend du ministère de la Culture. Le but est d'organiser des événements musicaux, théâtraux et autres événements artistiques, la publication et la distribution de publications, livres et autres, ainsi que des médias audiovisuels avec des sujets liés à la promotion de ses événements. Il est régi par un conseil d'administration de sept membres, dont le mandat est de trois ans. Son président, en 2021 est Yórgos Loúkos et son vice-président est Loukás Tsoúkalis. Ses ressources proviennent de la subvention du budget ordinaire de l’État, du pourcentage des recettes des casinos de Parnès et de Corfou, des parrainages et des revenus des spectacles et des concessions de ses espaces.
En 2020, en raison de la pandémie de Covid-19, le festival d'Athènes et d'Épidaure a fait l'objet de mesures spéciales pour assurer la santé des spectateurs, des artistes et des employés.

## Événements - Lieux
Jusqu'en 2005, le festival grec utilise l'odéon d'Hérode Atticus, les anciens théâtres d'Épidaure (Théâtre de l'Asclépieion et celui de la ville antique) ainsi que le théâtre du Lycabette (el), comme lieux de spectacles. À l'été 2006, la compagnie lance un programme d'agrandissement des espaces dans lesquels se déroulent ses représentations : grâce à la concession de la Banque nationale de Grèce, elle créé un nouveau théâtre, en rénovant un bâtiment (bâtiment D) de l'ancienne usine de Tsaoúsoglou, au 260 de la rue du Pirée, lors de l'utilisation pour la première fois et d'autres endroits de la ville, tels que L'école d'Irène Papas, le théâtre Kotopoúli, le musée Benaki, l'arena de Paleó Fáliro (en), le théâtre Pórta et autres. En 2007, avec le cofinancement du ministère de la Culture et du Festival grec, après la rénovation du bâtiment H, un autre théâtre est créé au 260 rue du Pirée, Pireós 260.

### Note
- (el) Cet article est partiellement ou en totalité issu de l’article de Wikipédia en grec moderne intitulé « Φεστιβάλ Αθηνών-Επιδαύρου » (voir la liste des auteurs).